# Якуново
Якуново (пол. Jakunowo, нім. Angertal) — село в Польщі, у гміні Венґожево Венґожевського повіту Вармінсько-Мазурського воєводства.
Населення — 57 осіб (2011).
У 1975-1998 роках село належало до Сувальського воєводства.

## Демографія
Демографічна структура станом на 31 березня 2011 року:
|          | Загалом | Допрацездатний вік | Працездатний вік | Постпрацездатний вік |
| -------- | ------- | ------------------ | ---------------- | -------------------- |
| Чоловіки | 33      | 4                  | 27               | 2                    |
| Жінки    | 24      | 3                  | 13               | 8                    |
| Разом    | 57      | 7                  | 40               | 10                   |